# 1998 Titius
Az 1998 Titius (ideiglenes jelöléssel 1938 DX1) a Naprendszer kisbolygóövében található aszteroida. Alfred Bohrmann fedezte fel 1938. február 24-én.